# 587 aC
El 587 aC va ser un any del calendari romà pre-julià. A l'Imperi Romà fou conegut com l'any 167 Ab Urbe condita.

## Esdeveniments
- Destrucció del Temple de Jerusalem per Nabucodonosor II, rei de Babilònia.[1]